# Pare (singolo)
Pare è un singolo del rapper italiano Ghali, pubblicato il 17 giugno 2022 come quarto estratto dal terzo album in studio Sensazione ultra.

## Descrizione
Si tratta della settima traccia del disco e ha visto la partecipazione vocale di Madame, che canta il ritornello. Il bridge figura invece la presenza non accreditata di Massimo Pericolo.

## Video musicale
Il video, diretto da Davide Vicari, è stato reso disponibile il 27 giugno 2022 attraverso il canale YouTube del rapper.

## Formazione
Hanno partecipato alle registrazioni, secondo le note di copertina di Sensazione ultra:
- Ghali – voce
- Madame – voce
- Massimo Pericolo – voce aggiuntiva[3]
- Itaca – produzione, registrazione
- Mikaelin "Blue" BlueSpruce – missaggio

## Tracce
Testi di Francesca Calearo, Ghali Amdouni, Jacopo Ettorre, musiche di Eugenio Maimone, Federico Mercuri, Giordano Cremona, Leonardo Grillotti.
1. Pare – 2:45

## Classifiche

### Classifiche settimanali
| Classifica (2022) | Posizione massima |
| ----------------- | ----------------- |
| Italia            | 30                |

### Classifiche di fine anno
| Classifica (2022) | Posizione |
| ----------------- | --------- |
| Italia            | 74        |